# 1880 McCrosky
Az 1880 McCrosky (ideiglenes jelöléssel 1940 AN) a Naprendszer kisbolygóövében található aszteroida. Karl Wilhelm Reinmuth fedezte fel 1940. január 13-án.